# Bettembourg
Bettembourg (en luxemburgués: Beetebuerg, en alemán: Bettemburg) es una comuna y ciudad en el sur de Luxemburgo. Es parte del cantón de Esch-sur-Alzette, que es parte del distrito de Luxemburgo.
En 2005, la ciudad de Bettembourg, que se encuentra en el parte oriental de la comuna, tenía una población de 7,157. Otras ciudades dentro de la comuna incluyen Abweiler, Fennange, Huncherange, y Noertzange.
El Parc Merveilleux se sitúa en las afueras de Bettembourg. El Castillo de Bettembourg, situado en el centro de la ciudad, data de 1733 cuando fue construido como residencia de una familia de agricultores. Hoy en día alberga las oficinas y servicios locales de la comuna y actúa como el ayuntamiento de Bettembourg.

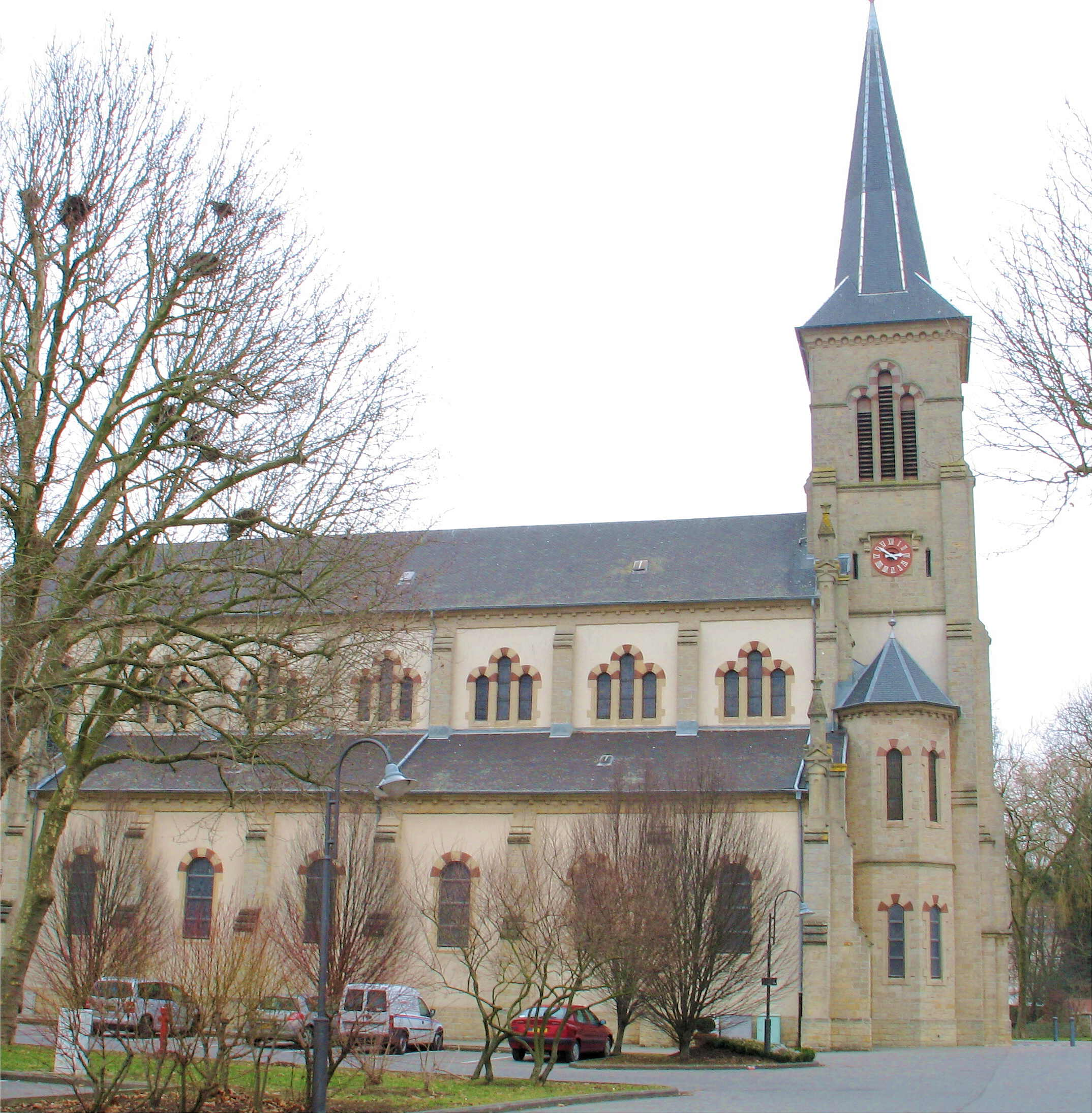
Iglesia de Bettembourg